# Otros Aires
Otros Aires est un groupe de tango nuevo hispanico-argentin, créé en 2003 à Barcelone par l'architecte et musicien argentin Miguel Di Genova.

## Biographie
À l'origine, Otros Aires mixe les premiers tangos et milongas du début du XXe siècle à des rythmes électroniques et des mélodies du XXIe siècle. Ce premier projet est présenté en décembre 2003 sur la place Nova de Barcelone, à la suite de quoi Otros Aires donne des représentations dans toute la capitale catalane. À cette époque, trois musiciens travaillent sur le projet : Toni Cubedo (basse), Josep Lluis Guart (piano, claviers), et Miguel Di Genova (chant, guitare, arrangements, vidéos).
En 2004, Miguel Di Genova retourne en Argentine avec Hugo Satorre (bandonéon), Pablo Lasala (piano, claviers) et Emmanuel Mayol (batterie et percussions) afin d'enregistrer le premier album du groupe, Otros Aires. Cet album a été présenté le 11 décembre de la même année (connu comme "la journée du tango", du fait de l'anniversaire de Gardel), au Gardel House Museum.
Entre 2004 et 2005, Otro Aires donne de multiples concerts au Torre Monumental (nuit des musées), au Museo Casa Carlos Gardel (journée du tango), et dans des milongas comme La Nacional, El Parakultural, Italia Unita, Unitango, Palermo Tango Club et La Vikinga ; Circulo de Creativos Argentinos, musée Renault, Yacht Club Puerto Madero, Culture Of Laprida, Telefé, Canal 9, CM, Radio Set, festival Codigo Pais, festival de Tango de l'Uruguay, etc.
En mars 2006, Otros Aires joue au festival de Tango de Buenos Aires à "La Viruta", et en juin de la même année, il part en tournée en Allemagne et aux Pays-Bas. En novembre, Otros Aires fait une seconde tournée, s'arrêtant cette fois à Istanbul, Athènes, Varsovie, et Santiago au Chili.
Fin 2006, début 2007, le groupe enregistre un second album, Dos, auquel participent les musiciens ayant fait les tournées, à savoir Omar Massa (bandonéon), Diego Ramos (piano), Emmanuel Mayol (batterie) et Miguel Di Genova (chant, guitare et arrangements).
En 2008, un nouvel album est enregistré avec les mêmes membres, Vivo en Otros Aires.

## Sources
- Site officiel